# Expresszug
Expresszug oder kurz Express, abgekürzt Ex oder Exp, ist eine von mehreren Bahngesellschaften verwendete Zuggattung für Reisezüge des Schienenpersonenfernverkehrs mit hoher Geschwindigkeit und im Allgemeinen auch mit höherem Komfort. Umgangssprachlich werden darunter unabhängig vom Vorhandensein der Zuggattung Züge mit wenigen Zwischenhalten und höheren Geschwindigkeiten verstanden.

## Deutsche Reichsbahn

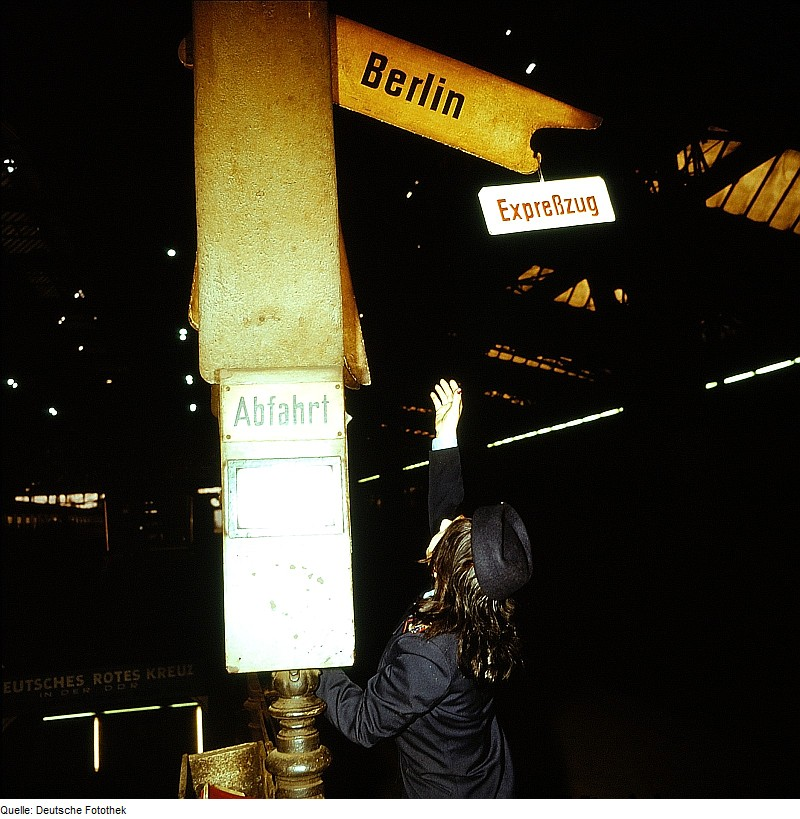
Eisenbahnerin hängt den Zusatz „Expreßzug“ im Hauptbahnhof Dresden an den mechanischen Zugzielanzeiger an, circa 1975

Bei der Deutschen Reichsbahn (DR) in der DDR wurden Expresszüge Ende der 1950er Jahre eingeführt. Sie hatten weniger Unterwegshalte als Schnellzüge und führten die erste und zweite Wagenklasse. Zusätzlich zum Schnellzug-Zuschlag war ein Expresszug-Zuschlag erforderlich. Nachdem sie im Laufe der 1960er Jahre im Binnenverkehr bereits verschwunden waren, wurden sie im Fahrplan 1969/70 mit dem Aufkommen neuer Schnelltriebwagen wieder eingeführt. 1972 verkehrten sie wie folgt: 
- 2/3: Leipzig–Berlin
- 6/7: Leipzig–Berlin
- 54/55 Vindobona: Wien–Berlin
- 121/122 Berlinaren: Berlin–Malmö (für den Binnenverkehr gesperrt)
- 147/148 Karlex: Karlovy Vary–Berlin
- 154/155 Hungaria: Budapest–Berlin
- 311/312 Neptun: Berlin–Kopenhagen (für den Binnenverkehr gesperrt)
- 347/348 Karola: Karlovy Vary–Leipzig (nur im Sommer)

Die lokomotivbespannten internationalen Züge wurden im Laufe der folgenden Jahre wieder in Schnellzüge umgewandelt. 

## Weitere Bahnverwaltungen
- Bei den Österreichischen Bundesbahnen (ÖBB) in Österreich stellte der Expresszug bis zu seiner Ablösung durch den InterCity (Österreich) und den SuperCity im Jahr 1991 die höchste nationale Zuggattung dar.

- Bei der tschechischen Staatsbahn České dráhy (ČD) und der slowakischen Staatsbahn Železničná spoločnosť Slovensko (ZSSK) verkehren bis heute Expresszüge; bei ihnen steht die, von beider Vorgängergesellschaft Československé státní dráhy (ČSD) übernommene, Zuggattung Express zwischen dem Intercity und dem Schnellzug (Rychlík).

- In Frankreich verbanden die Züge der Zuggattung Express (EXP) sowohl die Großstädte des Landes miteinander als auch kleinere Städte mit Paris. Die Expresszüge ergänzten die höherwertigen Fernzüge wie den Rapide (R) und ab 1981 auch den TGV. Sie entsprachen in ihrer Haltekonzeption etwa den deutschen Schnellzügen.[1] Zuletzt hatten französische Express meist klimatisierte Wagen und waren mit Diesel- oder Elektrolokomotiven bespannt. 2006 wurde die Zuggattung abgeschafft, die Züge werden seitdem als Intercités eingestuft.

- In Italien war Espresso (E/EXP) bis 2012 die Bezeichnung für einen Nachtreisezug. Mit wenigen Ausnahmen wurden Schlaf- und Liegewagen geführt, mit Autotransportmöglichkeit (hier gab es auch wenige Ausnahmen). Diese Züge verwendeten, im Gegenteil zum Intercitynotte (ICN), älteres Material und hatten in Spitzenzeiten bis zu 16 Wagen. Außerdem waren wenige Bahnhöfe fixe Haltepunkte eines Espresso. Beispielsweise hielten einige Zugpaare, die zwischen Mailand und Neapel unterwegs sind, nicht in Rom und Florenz.

Der Begriff Express war und ist teilweise noch heute durch seine als schnell übersetzte Bedeutung in vielen Ländern Namensbestandteil von hochwertigen Fernzügen, wie etwa dem Orient-Express, dem Taurus-Express oder dem Maitree-Express. Die damit verbundene Erwartung eines hochwertigen Verkehrsangebots hat dazu geführt, dass inzwischen auch langsamere und eher dem Regionalverkehr zuzurechnende Zugangebote diesen Begriff als Namensbestandteil aufweisen, so etwa die als West Coast Express bezeichneten Vorortzüge im kanadischen Vancouver, der Flughafenverkehr des Narita Express in Tokio oder diverse SPNV-Verbindungen in Nordrhein-Westfalen. Diese Übersetzung entspricht allerdings nicht der ursprünglichen Bedeutung (nämlich ausdrücklich) des Begriffs, sondern ist durch dessen spezielle Verwendung, hauptsächlich bei Post und Eisenbahn, zu erklären.

## Trivia
- In New York werden die Linien 2, 3, 4, 5, <6>, <7>, A, B, D, E, Q, R (nur in Brooklyn) der New York City Subway (teilweise) als Express bezeichnet, da diese auf drei- bzw. viergleisigen Abschnitte auf den inneren Gleisen einige Stationen auslassen. An wichtigen Halten halten sie an Mittelbahnsteigen mit den sog. locals, die überall halten (1, 6, 7, C, F, G, J, L, M, N, R, S).

- Teilweise werden auch die Kurse einer Straßenbahnschnelllinie als Expresszüge bezeichnet, so beispielsweise in Hannover.[2]